# 卡羅爾頓鎮區 (密蘇里州卡羅爾縣)
卡羅爾頓鎮區（英語：Carrollton Township）是位於美國密蘇里州卡羅爾縣的一個行政鎮區。

## 地方資料
卡羅爾頓鎮區的面積為92.17平方千米，當中陸地面積為91.98平方千米，而水域面積為0.19平方千米。根據2020年美國人口普查的數據，當地共有人口3868人，而人口密度為每平方千米41.97人。